# Alessandro Turchi

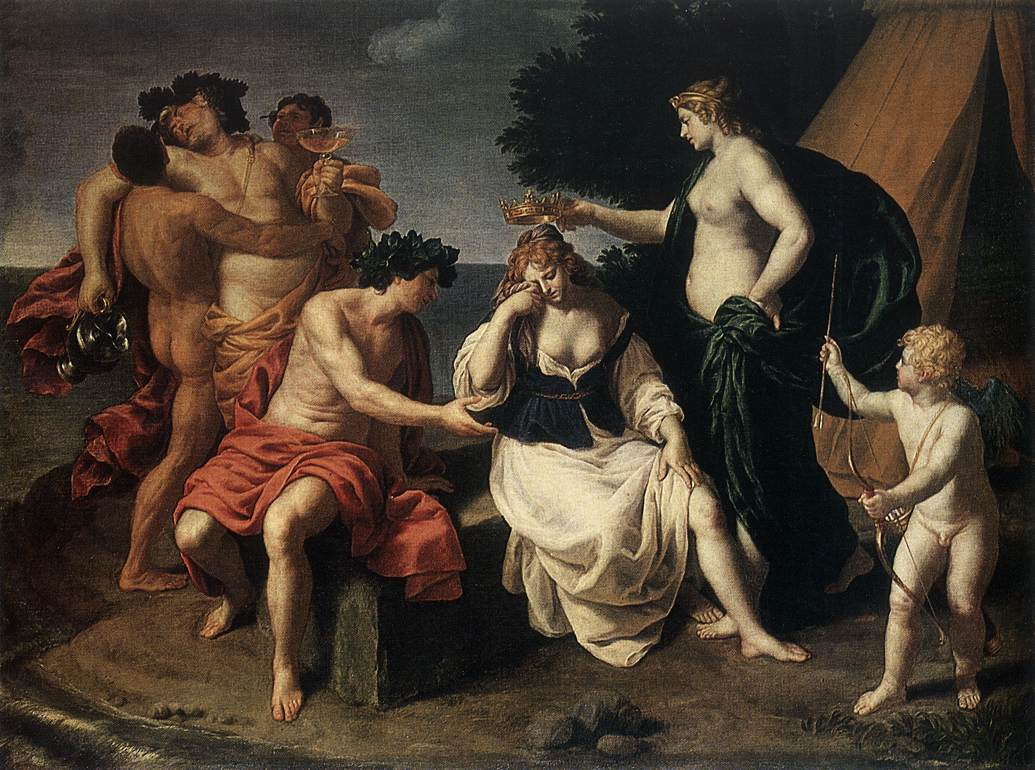
Alessandro Turchi, Baco e Ariadne, Hermitage

Alessandro Turchi (1578 - 1649) foi um pintor italiano do começo do Barroco, nascido em Verona, onde também trabalhou. Mais tarde em sua vida, mudou-se para Roma. Também tinha o nome de Alessandro Veronese ou L'Obetto.
Turchi estudou inicialmente com Felice Riccio (il Brusasorci), em Verona, junto com Pasquale Ottino (ou Pasquale). Após a morte de Riccio, foi para Veneza.
Em 1616, Turchi viaja para Roma, onde participa da elaboração dos afrescos para a Sala Regia do Palácio do Quirinal e pinta um Cristo, Madalena e anjos para o Cardeal Scipione Borghese. Junto com Andrea Sacchi e Pietro da Cortona, trabalhou na Igreja Santa Maria della Concezione dei Cappuccini. Fez muitas obras que retratavam assuntos históricos, que frequentemente pintava em mármore negro. Seus dois alunos, Giovanni Ceschini e Giovanni Battista Rossi, trabalharam em Verona, e o último fazia cópias das obras de seu professor, que, muitas vezes, eram tidas como originais.  
Sua irmã casou com Giacinto Gimignani. Em 1623, Turchi casou com Lucia San Giuliano. Em 1637, com o patrocínio do Cardeal Francesco Barberini, tornou-se diretor da Accademia di San Luca. Morreu em Roma.